# Dilkea exilis
Dilkea exilis je biljka iz porodice Passifloraceae, roda Dilkea. Prihvaćeno je ime. Nema sinonima. Spada u podrod Epkia.
Raste u Brazilu (Amapá, Amazonas, Pará).
Nije svrstana u IUCN-ov popis ugroženih vrsta.

## Vanjske poveznice
- Dilkea na Germplasm Resources Information Network (GRIN)  Arhivirana inačica izvorne stranice od 5. svibnja 2009. (Wayback Machine), SAD-ov odjel za poljodjelstvo, služba za poljodjelska istraživanja.